# 愤怒管理集数列表
《憤怒管理》是一部美國情境喜劇，於2012年6月28日在美國FX電視台上映。 本劇是由同名電影「抓狂管訓班」改編而成，由查理·辛飾演主角，一位憤怒管理治療師。

## 總覽
| 季數 | 集数 | 集数 | 首播日期      | 首播日期       |
| 季數 | 集数 | 集数 | 首映          | 季终           |
| ---- | ---- | ---- | ------------- | -------------- |
| 1    | 10   | 10   | 2012年6月28日 | 2012年8月23日  |
| 2    | 90   | 90   | 2013年1月17日 | 2014年12月22日 |

## 集數列表

### 第一季（2012年）
| 總集數 | 集數 （季） | 標題                                                 | 導演         | 編劇                                                            | 首播日期      | 製作 代碼 | 美國收視人數 （百萬） |
| --- | ----------- | ---------------------------------------------------- | ------------ | --------------------------------------------------------------- | ------------- | --------- | --------------------- |
| 1 | 1           | 查理回去治療(Charlie Goes Back to Therapy)           | Andy Cadiff  | Teleplay and Television Story by: Bruce Helford                 | 2012年6月28日 | 1001      | 5.47                  |
| 當查理差點拿檯燈攻擊他前妻的男朋友(Brian Austin Green飾演)之後，身為憤怒管理治療師的他決定自己也要接受治療。不幸的是，他唯一信任的治療師剛好也是他的砲友，凱特。由於跟治療師上床是違反職業道德的行為，所以查理必須在性愛和治療當中做決定。 |             |                                                      |              |                                                                 |               |           |                       |
| 2 | 2           | 查理與轉運星(Charlie and the Slumpbuster)            | Gerry Cohen  | Kristy Grant                                                    | 2012年6月28日 | 1003      | 5.74                  |
| 查理在治療的過程中有一位女子(Kerri Kenney-Silver)造訪，原來她是過去查理在打棒球的時候的一夜情對象。由於那位女子是查理以前用來當作「轉運」用的對象，所以查理為了彌補她，假意跟她約會。                                                      |             |                                                      |              |                                                                 |               |           |                       |
| 3 | 3           | 剝奪睡眠實驗(Charlie Tries Sleep Deprivation)        | Bob Koherr   | Dave Caplan                                                     | 2012年7月5日  | 1006      | 3.37                  |
| 查理在他前妻因為長時間睡眠不足而一直說實話得到靈感，他決定用在他的病人身上，試圖用剝奪睡眠的實驗找出病人憤怒的真正心理原因。 |             |                                                      |              |                                                                 |               |           |                       |
| 4 | 4           | 查理大戰凱特(Charlie and Kate Battle Over a Patient) | Andy Cadiff  | Bob Kushell                                                     | 2012年7月12日 | 1002      | 2.42                  |
| 查理故意忽視派翠克，這讓派翠克跑去找另一個治療師，也就是凱特。這樣查理和凱特之間有一個小戰爭。另一方面，查理的前妻因為留了一本性愛小說，讓薩姆有了靈感在朋友之前大談性經驗。                                                               |             |                                                      |              |                                                                 |               |           |                       |
| 5 | 5           | 查理與羅莉(Charlie Tries to Prove Therapy is Legit)  | Rob Schiller | Daley Haggar                                                    | 2012年7月19日 | 1007      | 2.65                  |
| 查理愛上了珍妮佛的新合作夥伴，羅莉(Denise Richards飾演)，只是蘿莉不相信所謂的憤怒管理治療。在治療的時候派翠克宣稱他過世母親的靈魂依然在房子裡遊蕩。                                                                                        |             |                                                      |              |                                                                 |               |           |                       |
| 6 | 6           | 查理與凱特的病人約會(Charlie Dates Kate's Patient)   | Sam Simon    | Shauna McGarry                                                  | 2012年7月26日 | 1009      | 2.41                  |
| 由於凱特跟一個教授約會，並且嘲笑查理並沒有那麼聰明。查理在咖啡店裡認識一個博士生(Kristen Renton飾演)，查理也非常喜歡她，讓查理跟凱特講的時候，凱特發現這是她的病人。                                                                       |             |                                                      |              |                                                                 |               |           |                       |
| 7 | 7           | 出獄記(Charlie's Patient Gets Out of Jail)           | Gerry Cohen  | Michael Loftus                                                  | 2012年8月2日  | 1004      | 1.58                  |
| 查理的獄中的同性戀病人，克里歐終於可以假釋出獄，但是他跑過來找查理，並且自稱是德瑞克，一個有老婆的男人，因為老婆跑了他無家可歸只好來找查理。最後甚至跟珍妮佛約會。                                                                         |             |                                                      |              |                                                                 |               |           |                       |
| 8 | 8           | 查理幫忙諾蘭(Charlie Outs a Patient)                 | Rob Schiller | Brian Posehn                                                    | 2012年8月9日  | 1008      | 2.10                  |
| 諾蘭宣稱有一個約會對象，但是他很緊張，查理便決定過去幫他。後來發現那個女人很瘋狂。另一方面，薩姆在家裡舉辦派對，但結果並不如預期。 |             |                                                      |              |                                                                 |               |           |                       |
| 9 | 9           | 父親造訪(Charlie's Dad Visits)                       | Bob Koherr   | Story by: Daley Haggar Teleplay by: Brian Posehn & Kristy Grant | 2012年8月16日 | 1010      | 2.05                  |
| 查理的父親突然造訪，他宣稱他要跟查理多相處：另一方面查理協助處理蕾西開車產生的憤怒。 |             |                                                      |              |                                                                 |               |           |                       |
| 10 | 10          | 查理與凱特(Charlie Gets Romantic)                    | Bob Koherr   | Janae Bakken                                                    | 2012年8月23日 | 1005      | 1.98                  |
| 查理跟凱特上床後查理向凱特提出看電影的邀約，這讓凱特很震驚，她認為這是查理愛上她的象徵。同時，薩姆因為親了一個女同學讓查理和珍妮佛認為她們的女兒可能是同性戀。                                                                             |             |                                                      |              |                                                                 |               |           |                       |

### 第二季（2013-2014年）
第二季於2013年1月17日在FX電視台首映。為了挽回本季的收視率，FX電視台宣布在六月的時候將在FX的姐妹台FOX電視台同步上映。
| 總集數 | 集數 （季） | 標題                                                                                | 導演                         | 編劇                                      | 首播日期            | 製作 代碼 | 美國收視人數 （百萬） |
| --- | ----------- | ----------------------------------------------------------------------------------- | ---------------------------- | ----------------------------------------- | ------------------- | --------- | --------------------- |
| 11 | 1           | 查理失控(Charlie Loses it at a Baby Shower)                                         | Steve Zuckerman              | Michael Loftus                            | 2013年1月17日       | 1013      | 1.82                  |
| 查理十年沒見的妹妹忽然寄邀請函給查理，於是查理邀請凱特一起過去，在過程中他們發現比此對對方很熟悉。同時派翠克認為艾德的女兒是同性戀，並且試圖跟他說。 |             |                                                                                     |                              |                                           |                     |           |                       |
| 12 | 2           | 查理的老爸怪怪的(Charlie's Dad Starts to Lose It)                                   | Andy Cadiff                  | Clay Graham                               | 2013年1月17日       | 1015      | 1.66                  |
| 查理的老爸有些奇怪舉動，查理認為會不會是阿茲海默症；同時，派翠克幫助諾蘭穿更好的服裝。 |             |                                                                                     |                              |                                           |                     |           |                       |
| 13 | 3           | 查理與前病患(Charlie and the Ex–Patient)                                            | Gerry Cohen                  | Daley Haggar                              | 2013年1月24日       | 1022      | 1.34                  |
| 查理遇上了一位四年前的病患，而且很火辣性感，查理想要跟她約會(Kate Reinders飾演)，但是卻發現她不只有一個醫生想要跟她約會。 |             |                                                                                     |                              |                                           |                     |           |                       |
| 14 | 4           | 查理的壞老爸(Charlie's Dad Breaks Bad)                                              | Bob Koherr                   | Eric Weinberg                             | 2013年1月31日       | 1020      | 1.40                  |
| 查理收到不少鄰居的抱怨，說他老爸正帶壞其他老年人，查理想辦法解決這件事。 |             |                                                                                     |                              |                                           |                     |           |                       |
| 15 | 5           | 查理與珍妮佛(Charlie & Jen Together Again)                                          | Gerry Cohen                  | Bob Kushell                               | 2013年2月7日        | 1011      | 0.99                  |
| 由於珍妮佛家中的充滿黴菌，珍妮佛跟薩姆暫時搬到查理家住。凱特發現這件事情有點不高興。 |             |                                                                                     |                              |                                           |                     |           |                       |
| 16 | 6           | 查理的欺騙治療(Charlie and Deception Therapy)                                       | Andy Cadiff                  | Eric Weinberg                             | 2013年2月14日       | 1016      | 0.93                  |
| 查理發現艾德比平常更易怒，於是查理就試圖欺騙艾德有一種藥(實際上是糖果)可以控制艾德的脾氣甚至成為更友善的人，但是最後東窗事發。珍妮佛試圖多認識凱特，所以兩人出去喝酒約會。 |             |                                                                                     |                              |                                           |                     |           |                       |
| 17 | 7           | 查理跟教師約會(Charlie Dates a Teacher)                                             | Bob Koherr                   | Michael Loftus                            | 2013年2月21日       | 1027      | 1.04                  |
| 薩姆的成績始終達不到薩姆的標準，這讓薩姆的病情容易發作，因此查理跑去跟老師詢問，後來就跟老師約會。 |             |                                                                                     |                              |                                           |                     |           |                       |
| 18 | 8           | 查理與西羅(Charlie & Cee Lo)                                                        | Gerry Cohen                  | Daniel Dracht                             | 2013年2月28日       | 1025      | 1.20                  |
| 查理的新病人是饒舌歌手「西羅」，但是西羅希望查理可以經常待在他身邊，於是查理就讓剛辭職的派翠克在西羅身邊。 |             |                                                                                     |                              |                                           |                     |           |                       |
| 19 | 9           | 專家證人(Charlie is an Expert Witness)                                              | Gerry Cohen                  | Daniel Dracht                             | 2013年3月7日        | 1012      | 1.27                  |
| 凱特跟查理提到她在法院當專家證人的事，這讓查理也很羨慕，想要當證人。後來查理取代了凱特原本的位置，這讓凱特很生氣跑去當另一方的專家證人。 |             |                                                                                     |                              |                                           |                     |           |                       |
| 20 | 10          | 天主教徒(Charlie & Catholicism)                                                     | Steve Zuckerman              | Dave Caplan                               | 2013年3月14日       | 1014      | 0.85                  |
| 查理的爸爸希望薩姆趕快受洗成教徒，但是查理持不同意見。 |             |                                                                                     |                              |                                           |                     |           |                       |
| 21 | 11          | 羅莉回歸(Charlie Dates Crazy, Sexy, Angry)                                          | Andy Cadiff                  | Kristy Grant                              | 2013年4月4日        | 1023      | 1.02                  |
| 曾經跟查理約過會的羅莉又再次跟珍妮佛合作，但是因為上次的關係，讓兩人有些尷尬。不過兩人還是很快又重新開始約會。查理將這件事跟凱特講，凱特有點嫉妒，就找了另一個男人。同時，派翠克和艾德還有諾蘭試圖找一個多金公子哥給蕾西。 |             |                                                                                     |                              |                                           |                     |           |                       |
| 22 | 12          | 查理與琳賽蘿涵(Charlie Gets Lindsay Lohan in Trouble)                               | Bob Koherr                   | Dave Caplan & Bruce Helford & Bob Kushell | 2013年4月11日       | 1036      | 1.25                  |
| 琳賽蘿涵聘請查理當她的顧問，最後兩人很快陷入熱戀中，只不過最後並沒有很好的收場。 |             |                                                                                     |                              |                                           |                     |           |                       |
| 23 | 13          | 查理與鄰居不合(Charlie and Lacey Piss Off the Neighborhood)                         | Bob Koherr                   | Daley Haggar                              | 2013年4月18日       | 1026      | 1.29                  |
| 蕾西因為停車問題與查理的鄰居起衝突，後來查理跟鄰居理論的時候讓他發現查理在家裡治療病患，這讓鄰居之間產生更大的問題。同時，薩姆正為了畢業舞會準備服裝，而凱特自願幫忙。 |             |                                                                                     |                              |                                           |                     |           |                       |
| 24 | 14          | 薩姆的馬(Charlie and Kate Horse Around)                                             | Bob Koherr                   | Shauna McGarry                            | 2013年4月18日       | 1028      | 1.13                  |
| 薩姆喜歡的賽馬因為治療而無法參賽，這讓查理想到可以讓他的病人們一起去照顧這頭馬。而查理也邀請凱特一起過去。 |             |                                                                                     |                              |                                           |                     |           |                       |
| 25 | 15          | 諾蘭和蕾西開始約會(Charlie's Patients Hook Up)                                      | Gerry Cohen                  | Renée Estevez                             | 2013年4月25日       | 1018      | 0.68                  |
| 當蕾西又重複開始說她的爛男人經驗，這讓查理相當關心。而查理後來發現蕾西跟諾蘭開始約會，這讓查理有點意外。最後查理發現蕾西只是為了有人可以載她出門(因為她的駕照被吊銷)才跟諾蘭約會。諾蘭跟蕾西溝通後，兩人重新修正兩人的關係。最後諾蘭帶蕾西去7-11後面抽大麻，因為兩人太興奮而犯罪，蕾西被抓到警局。 |             |                                                                                     |                              |                                           |                     |           |                       |
| 26 | 16          | 凱特的自拍照(Charlie and Kate's Dirty Pictures)                                     | Bob Koherr                   | Rob Ulin                                  | 2013年5月2日        | 1019      | 0.95                  |
| 查理為了幫助諾蘭，請凱特聘用諾蘭當助理。而諾蘭當助理之後，發現凱特寄一些自拍照給一個不知名的人，這讓查理大感驚奇，於是請諾蘭偷偷追查。同時，蕾西因為違反假釋規定被關在監獄裡。 |             |                                                                                     |                              |                                           |                     |           |                       |
| 27 | 17          | 凱特代班(Charlie Lets Kate Take Charge)                                             | Gerry Cohen                  | Dave Caplan                               | 2013年5月9日        | 1021      | 1.13                  |
| 薩姆的校長請查理擔任學校棒球隊的教練，於是查理就請凱特幫忙代班。而凱特的表現讓大家很失望。 |             |                                                                                     |                              |                                           |                     |           |                       |
| 28 | 18          | 珍妮佛當人生指導(Charlie and the Break-Up Coach)                                    | Gerry Cohen                  | Ray James                                 | 2013年5月16日       | 1017      | 0.64                  |
| 派翠克跟男朋友分手之後，就在查克的家裡悶悶不樂。珍妮佛這時候就提供派翠克許多意見，讓他深信不移。而這讓珍妮佛相信自己可以當一個人生指導。同時，蕾西替查理的爸爸馬丁建了一個臉書頁面，但是其實是為了自己。 |             |                                                                                     |                              |                                           |                     |           |                       |
| 29 | 19          | 馬丁管閒事(Charlie, Kate and Jen Get Romantic)                                      | Andy Cadiff                  | Bob Kushell                               | 2013年5月23日       | 1024      | 0.78                  |
| 馬丁試圖讓查理和珍妮佛重修舊好，而同時在凱特那邊接受戒菸指導。當馬丁講出查理和珍妮佛重新約會的事情時，凱特異常的焦慮而向查理提出交往請求。同時，艾德的妻子離開家裡幾天，艾德只好叫他的憤怒夥伴諾蘭到家裡。 |             |                                                                                     |                              |                                           |                     |           |                       |
| 30 | 20          | 查理與凱特分手Charlie Breaks Up With Kate                                           | Bob Koherr                   | Eric Weinberg                             | 2013年5月30日       | 1029      | 1.02                  |
| 第一季出現過的珍妮佛的男友尚恩又回來了，因為尚恩對薩姆的一些教育方針讓查理很無言。同時，查理希望他的病患們可以去參加一個服務流浪漢的供餐服務。同時，查理跟凱特吵架了，兩人恢復成普通朋友關係。 |             |                                                                                     |                              |                                           |                     |           |                       |
| 31 | 21          | 查理的新治療師(Charlie & His New Therapist)                                         | Gerry Cohen                  | Renée Estevez                             | 2013年6月3日 (Fox)  | 1031      | 1.65                  |
| 查理和凱特一起開始新的研究，因為某些小事情讓兩人有些齟齬。於是查理就去找一個新的治療師。同時，蕾西，派翠克和諾蘭打算對艾德惡作劇，讓他以為他中了樂透彩。 |             |                                                                                     |                              |                                           |                     |           |                       |
| 32 | 22          | Charlie and Kate Start a Sex Study                                                  | Gerry Cohen                  | Ray James                                 | 2013年6月6日        | 1030      | 1.11                  |
| 查理最後終於跟凱特達成協系，兩人重新開始關於性方面的研究。同時，蕾西希望被開除領到失業補助，請了諾蘭和派翠克幫忙。 |             |                                                                                     |                              |                                           |                     |           |                       |
| 33 | 23          | Charlie and the Secret Gigolo                                                       | Gerry Cohen                  | Daniel Dracht                             | 2013年6月10日 (Fox) | 1032      | 1.71                  |
| 尚恩因為案件被法院要求接受查理的治療，但是很快地就不歡而散。同時，艾德跟老婆吵架，就跑去住在派翠克家裡。 |             |                                                                                     |                              |                                           |                     |           |                       |
| 34 | 24          | 查理的新砲友(Charlie and His New Friend With Benefits)                              | Kevin Sullivan               | Bob Kushell                               | 2013年6月13日       | 1037      | 0.78                  |
| 查理認識一個新女性，他認為這是一個新的砲友對象，但似乎對方不是這麼想。同時，派翠克的朋友，73歲的女性跟諾蘭一起上床，這讓派翠克大為光火。 |             |                                                                                     |                              |                                           |                     |           |                       |
| 35 | 25          | 機場驚魂(Charlie and the Airport Sext)                                              | Gerry Cohen                  | Shauna McGarry                            | 2013年6月20日       | 1034      | 0.92                  |
| 查理邀請病患們一起去玩，慶祝它們一個月都沒有發火。就在查理不在家的時候，珍妮佛在不知情的情況下請了A片團隊到查理家拍攝A片。 |             |                                                                                     |                              |                                           |                     |           |                       |
| 36 | 26          | 查理與宅女(Charlie and the Hot Nerd)                                                | Gerry Cohen                  | Daley Haggar                              | 2013年6月27日       | 1041      | 1.21                  |
| 查理跟一個相當火辣的漂亮小姐約會，她幫查理設定家裡的全部電子產品，這樣查理可以上網就能使用。美中不足的是這個小姐的前男友相當生氣，並將查理的家裡搞得一團亂。 |             |                                                                                     |                              |                                           |                     |           |                       |
| 37 | 27          | 查理與殺人犯妹妹約會(Charlie Dates a Serial Killer's Sister)                        | Gerry Cohen                  | Michael Loftus                            | 2013年7月11日       | 1045      | N/A                   |
| 查理在監獄認識一個去探監的火辣小姐，在他們約會之後，查理才知道她是韋恩的妹妹，而韋恩是一個連續殺人犯，查理擔心她是不是也有殺人的傾向。同時，蕾西和諾蘭正在祕密地從事一個很詭異的約會，蕾西在窗戶旁邊跳舞，而諾蘭在外面的車上看，這讓派翠克看不下去。 |             |                                                                                     |                              |                                           |                     |           |                       |
| 38 | 28          | 查理與尚恩(Charlie and the Cheating Patient)                                        | Bob Koherr                   | Kristy Grant                              | 2013年7月18日       | 1033      | 0.87                  |
| 珍妮佛的男友尚恩又回到治療團體繼續接受治療，但是查理發現尚恩和蕾西似乎有曖昧的關係，因此查理認為他們之間有問題。同時，諾蘭的家裡被搶了，他打電話請艾德和派翠克到他家裡陪他。 |             |                                                                                     |                              |                                           |                     |           |                       |
| 39 | 29          | 查理與車禍(Charlie and the Hit and Run)                                             | Gerry Cohen                  | Rob Ulin                                  | 2013年7月25日       | 1035      | 0.84                  |
| 查理介紹艾德與他爸馬丁認識，就在艾德與馬丁一同駕車出去的時候，撞到了一個婦人。艾德認為對方會把馬丁告到破產，因此馬丁就把錢都分給了查理和珍妮佛還有薩姆。但是最後，對方並沒有要提出告訴，馬丁打算把錢要回來，但是珍妮佛已經把錢花在她的新投資計劃上。同時，查理希望有派翠克帶諾蘭出去改善他的外交生活，但是派翠克花錢請蕾西帶諾蘭出去。後來蕾西帶諾蘭到酒吧的時候，遇上了她姊姊。而整晚諾蘭都與蕾西的姊姊在一起，這讓蕾西很嫉妒。 |             |                                                                                     |                              |                                           |                     |           |                       |
| 40 | 30          | 查理與處女(Charlie and the Virgin)                                                  | Bob Koherr                   | Shauna McGarry                            | 2013年8月1日        | 1039      | 0.98                  |
| 凱特有一個32歲的處女病人，並且跟凱特表示她想要有第一次的經驗。而凱特介紹了查理給她。後來凱特發現這需要更專業的人士處理，避免有過多的感情介入。同時，薩姆與男朋友假裝有刺青欺騙珍妮佛，最後珍妮佛去刺了一個真的刺青。 |             |                                                                                     |                              |                                           |                     |           |                       |
| 41 | 31          | 查理搞砸珍妮佛的男友 (Charlie Kills His Ex's Sex Life)                              | Gerry Cohen                  | Kristy Grant                              | 2013年8月8日        | 1042      | 0.85                  |
| 珍妮佛的年輕新男友卡瓦斯(Canvas)過來跟查理等人一起在家裡烤肉，由於卡瓦斯一直強調查理的年紀，因此查理要求跟卡瓦斯單挑籃球，經過五個小時之後，因為卡瓦斯傷到了腳踝，因此查理獲勝。在當天晚上，卡瓦斯和珍妮佛在查理的家裡睡覺，結果卡瓦司一覺不醒，死了。這讓查理和珍妮佛認為是他們兩個聯手把卡瓦斯弄死，後來才知道原來卡瓦斯有心臟病，但是追悼會晚上，珍妮佛和查理上床了。同時，蕾西宣布她有一個新的模特兒工作，後來才發現那是一間賣中老年婦女的服飾的品牌。 |             |                                                                                     |                              |                                           |                     |           |                       |
| 42 | 32          | 查理與監獄暴動(Charlie and the Prison Riot)                                         | Gerry Cohen                  | Clay Graham                               | 2013年8月15日       | 1038      | 1.10                  |
| 派翠克的生日快到了，因此派翠克覺得自己越來越老。查理和凱特在工作的時候，查理無意間發現凱特有一個資料夾放滿了她和查理的相片。查理獄中的一個治療成員說要買房地產，因此查理介紹麥克讓他在監獄裡見面。在監獄的時候，查理參觀了韋恩的牢房，而韋恩似乎對查理和凱特的戀情很感興趣。後來因為發生了監獄暴動，所以查理和麥克就關在監獄裡變成犯人們的人質。凱特打電話過來，而韋恩接到並亂說查理死了，讓凱特非常驚慌。最後查理去找凱特的時候凱特似乎顯得非常熱愛他。 |             |                                                                                     |                              |                                           |                     |           |                       |
| 43 | 33          | 查理與凱特為了錢而不擇手段 (Charlie and Kate Do It For Money)                       | Bob Koherr                   | Dave Caplan                               | 2013年9月5日        | 1040      | 0.80                  |
| 因為學校中斷了資金，因此凱特和查理必須另外找資金來源，而他們找到了一個女投資者，而那個投資者似乎對凱特和查理很有興趣，因此凱特建議查理和那個女性約會，結果發現那個女投資者其實喜歡的是凱特。同時，諾蘭宣稱他在網路上認識一個女孩子，結果是一個12歲的小女孩，並且勒索諾蘭，而蕾西自願幫助諾蘭擺脫那個小女孩。 |             |                                                                                     |                              |                                           |                     |           |                       |
| 44 | 34          | Charlie and the Sting                                                               | Gerry Cohen                  | Daniel Dracht                             | 2013年9月12日       | 1044      | 0.75                  |
| 查理要求珍妮佛扮演一個需要研究經費的科學家，這樣可以勾引摩爾博士(凱特想要上床的對象)承認他其實都是利用研究經費的名義騙女人上床。雖然最後計劃成功了，但是查理發現桌上留著一張凱特寫的小字條，上面寫她覺得她為了金錢而跟人上床，她覺得很糟糕，於是決定離開。同時，蕾西找馬丁參加一個瑜珈課，目的是要勾引瑜珈課的老師。 |             |                                                                                     |                              |                                           |                     |           |                       |
| 45 | 35          | 查理開派對(Charlie Gets the Party Started)                                          | Gerry Cohen                  | Daley Haggar                              | 2013年9月19日       | 1049      | 0.84                  |
| 凱特離開之後，查理開始喝酒，並在脫衣酒吧遇到了尚恩。尚恩為了重新追求珍妮佛，便答應替查理舉辦一個瘋狂派對。派翠克的老闆想要見一見查理，了解派翠克的狀況，但是查理整個人陷入酒醉狀態。同時，艾德想要重新贏回妻子的信任，就跟蕾西要了一些奇妙的藥物。 |             |                                                                                     |                              |                                           |                     |           |                       |
| 46 | 36          | 查理與學生(Charlie and the Grad Student)                                            | Bob Koherr                   | Clay Graham                               | 2013年9月26日       | 1046      | N/A                   |
| 查理回學校演講的時候，遇到一位學生艾麗(Ellie)對於他的治療很好奇，而查理帶回去的時候，諾蘭對艾麗一見傾心，而艾麗也喜歡諾蘭。同時艾德和查理的老爸試圖利用退伍老兵賺錢。 |             |                                                                                     |                              |                                           |                     |           |                       |
| 47 | 37          | 查理的新同事(Charlie's New Sex Study Partner)                                       | Bob Koherr                   | Dave Caplan & Bruce Helford & Bob Kushell | 2013年10月3日       | 1047      | 0.66                  |
| 查理需要重新面是一些新的研究人員幫助他完成之前與凱特的性愛研究，最後發現一位喬丹‧丹比博士(Dr. Jordan Denby) (Laura Bell Bundy飾演)已經取代了這個研究的主要研究員的位置，因此查理變成丹比博士的下屬。同時，珍妮佛與蕾西一起想辦法整尚恩。 |             |                                                                                     |                              |                                           |                     |           |                       |
| 48 | 38          | 查理與性成癮者(Charlie and the Sex Addict)                                          | Steve Zuckerman              | Bob Kushell                               | 2013年10月10日      | 1051      | 0.68                  |
| 丹比介紹布萊克(Blake) (Gina La Piana飾演)，一位喬丹的戒酒協會的朋友，也是一個性成癮者。查理無法抗拒這樣的誘惑，而喬丹則試圖阻止他們兩個一同上床。同時，艾德試圖幫忙派翠克設計一個大款式的衣服。 |             |                                                                                     |                              |                                           |                     |           |                       |
| 49 | 39          | 查理與妓女(Charlie and the Hooker)                                                  | Steve Zuckerman              | Corinne Stikeman                          | 2013年10月24日      | 1054      | 0.62                  |
| 查理邀請一位新的病患加入他們的治療小組，他稱作雷‧詹姆斯二世(Ray James II)，他負責經營妓女仲介。當查理在酒吧遇見一個女子薩莎(Sasha) (Anna Hutchison飾演)，並發生一夜情之後，查理才知道原來那是雷提供的妓女。同時，蕾西、諾蘭與艾德不喜歡這個妓女仲介，試圖經營自己的治療團體。 |             |                                                                                     |                              |                                           |                     |           |                       |
| 50 | 40          | 查理與惡魔(Charlie and the Devil)                                                   | Gerry Cohen                  | Daley Haggar                              | 2013年10月31日      | 1048      | 0.69                  |
| 查理邀請一個新的病人，稱作包柏(Bob) (Bob Clendenin飾演)加入他們的治療團體，他自稱他是惡魔。諾蘭就與包柏做了一個交易就是賣了他的靈魂好讓他與蕾西交往。在下一次的治療上，蕾西真的開始對諾蘭有興趣，這讓查理也不禁懷疑了起來。同時，珍妮佛愛上了隔壁的鄰居，而薩姆也愛上了隔壁鄰居的兒子，最後他們發現隔壁鄰居根本就是個同性戀。 |             |                                                                                     |                              |                                           |                     |           |                       |
| 51 | 41          | 查理與尚恩對決(Charlie and Sean and the Battle of the Exes)                         | Shelley Jensen               | Andy Roth                                 | 2013年11月7日       | 1052      | 0.75                  |
| 查理試圖幫忙尚恩與查理和好，但是珍妮佛說了幾次她超討厭尚恩之後，竟然與查理一同上床。尚恩知道了以後相當生氣，並試圖與喬丹約會。最後查理知道尚恩只是想利用喬丹讓珍妮佛嫉妒。同時，派翠克認為自己太帥因此老是認識爛男人，所以蕾西與諾蘭想辦法讓派翠克弄醜，好讓他跟一個人約會。 |             |                                                                                     |                              |                                           |                     |           |                       |
| 52 | 42          | 查理讓蕾西保持富裕(Charlie Helps Lacey Stay Rich)                                   | Gerry Cohen                  | Rob Ulin                                  | 2013年11月14日      | 1043      | 0.82                  |
| 蕾西的父母凍結蕾西的財務來源，因此查理試圖幫助蕾西並與蕾西的父母一同吃晚餐說服蕾西的父母。在晚餐的時候，蕾西的父母決定讓蕾西為印度並且結婚。為了不讓蕾西回去結婚，查理謊稱蕾西已經有一個穩定的交往對象。派翠克因為這時候沒有錢，所以同意擔任蕾西的假男朋友。然而蕾西和派翠克與蕾西的父母見面的時候，蕾西的父母說如果他們結婚的話將會給予一百萬美金當作結婚禮物。派翠克與蕾西為了錢竟然同意結婚。同時，薩姆開車的時候不斷地壓到動物。而艾德與馬丁在動物園接受了媒體採訪，這讓他們暫時變得很有名。 |             |                                                                                     |                              |                                           |                     |           |                       |
| 53 | 43          | 查理再次失去童真(Charlie Loses His Virginity Again)                                 | Steve Zuckerman              | Daniel Dratch                             | 2013年11月21日      | 2055      | 0.68                  |
| 珍妮佛宣稱高中時，是另一名女性(Gina Gershon飾演)讓查理失去童貞(當時查理正與珍妮佛交往)。查理與那個女子見面，對方宣稱當時太快，她甚至不是很清楚。這讓查理再與那名女子再來一次。同時，蕾西的父母決定與蕾西和派翠克住在他們的住處幾天， 然而派翠克的男友出現會讓這件詭計幾乎曝光。 |             |                                                                                     |                              |                                           |                     |           |                       |
| 54 | 44          | 查理為科學而做(Charlie Does It for Science)                                         | Bob Koherr                   | Michael Loftus                            | 2013年12月5日       | 2057      | 0.65                  |
| 查理與喬丹接受一個記者凡妮莎(Vanessa) (Kim Shaw飾演)的採訪，她打算報導他們的性愛研究。 凡妮莎認為查理可以讓她測試一個機器，這樣得以寫一個不同的報導。測試結果為凡妮莎愛上了查理，這讓喬丹和查理認為這是因為機器壞了產生的錯誤。不過查理則是讓凡妮莎寫完報導之前一直認為她真的愛上查理。然而後來查理發現凡妮莎其實是他每天在麥當勞點咖啡的女侍者，所以根本不是記者，但是她真的很愛查理。同時，諾蘭在一間內衣店工作，這讓蕾西與珍妮佛不斷地利用諾蘭獲得員工折扣，因為老闆開始懷疑，因此諾蘭自稱有一些內衣是他自己要穿的，結果老闆竟然是異裝癖，並且邀請諾蘭一同參加變裝大會。 |             |                                                                                     |                              |                                           |                     |           |                       |
| 55 | 45          | 查理與蕾西同居中(Charlie and Lacey Shack Up)                                        | Bob Koherr                   | Daley Haggar                              | 2013年12月12日      | 2056      | 0.91                  |
| 蕾西被宣判要居家監護並且要跟查理住在一起。在幾次破壞查理的約會後，發現原來蕾西一直喜歡查理。同時，尚恩試圖幫忙麥克獲得約會。 |             |                                                                                     |                              |                                           |                     |           |                       |
| 56 | 46          | 查理與聖誕妓女(Charlie and the Christmas Hooker)                                    | Bob Koherr                   | Shauna McGarry                            | 2013年12月19日      | 2058      | 0.94                  |
| 耶誕節快到了，查理提議與其大家回家過節，不如在他家過。而尚恩騙了一個小妞他是個醫生，跟查理借了他的辦公室來使用。在辦公室的時候，上次的妓女薩莎(Sasha)忽然回來，並且提議查理可以去一間遊艇度過耶誕夜。因此這讓查理及者趕大家走，但是艾德卻偷了他看不慣的墨西哥耶穌人偶過來。同時尚恩帶小妞來到辦公室的時候，喬丹也進來，並且戳破尚恩的謊言，因此很快只剩下尚恩與喬丹兩人。查理與艾德爭奪人偶的時候，不小心弄破了人偶。而喬丹與尚恩在喬丹的家裡一起裝飾耶誕樹。當派翠克好不容易修好那個耶穌人偶，一群人準備出發去教堂的時候，薩莎卻忽然出現，查理向薩莎保證半個小時就會回來。查理與蕾西在教堂的時候上演了一場「聖母生子」的戲碼。而尚恩仍然試圖引誘喬丹跟他上床。當查理回到家裡之後，發現薩莎已經在他的床上，因此查理還是度過一個愉快的耶誕夜。 |             |                                                                                     |                              |                                           |                     |           |                       |
| 57 | 47          | 查理與睡衣規勸會(Charlie and the Pajama Intervention)                               | Bob Koherr                   | Dave Caplan                               | 2014年1月23日       | 1050      | 1.08                  |
| 由於查理經常喝酒誤事，經常在治療的時候遲到，要不然就是睡著，讓其他人感到相當擔心。而查理最後因為在銀行當眾脫褲，於是被逮捕。最後被要求檢查他的心理師資格。同時，其他病人因為查理的問題，因此到處找新的治療師。 |             |                                                                                     |                              |                                           |                     |           |                       |
| 58 | 48          | 查理讓喬丹與連續殺手約會(Charlie Sets Jordan Up with a Serial Killer)               | Bob Koherr                   | Rob Ulin                                  | 2014年1月30日       | 2059      | 0.75                  |
| 喬丹要求查理讓她參加監獄的小組治療。在治療之後，韋恩要求查理讓喬丹成為他的假未婚妻，這樣他就不用轉到德州的監獄，因為在那邊他有不少仇人。由於韋恩的人生故事賣給了出版社，所以韋恩提供了相當多的獎金誘惑查理，因此韋恩也用錢誘惑喬丹，讓喬丹答應當韋恩的假未婚妻。同時，由於蕾西的父母提供了十萬元美金給她和派翠克辦婚禮。然而兩人卻把錢拿到賭城去賭博了。 |             |                                                                                     |                              |                                           |                     |           |                       |
| 59 | 49          | 查理與雙胞胎(Charlie and the Twins)                                                 | Bob Koherr                   | Clay Graham                               | 2014年2月6日        | 2063      | 0.73                  |
| 喬丹的雙胞胎妹妹潔西(Jessie)要過來找喬丹，喬丹說她染了頭髮並且整了胸部，所以不會完全長的很像。由於喬丹的妹妹以前搶了喬丹的未婚夫，所以發生過很多問題。然而喬丹為了報復潔西，要求查理與潔西上床並拍攝照片。同時，蕾西正在準備婚禮，然而她妹妹卻要勒索她。 |             |                                                                                     |                              |                                           |                     |           |                       |
| 60 | 50          | 查理與尚恩競爭一個女孩 (Charlie and Sean Fight Over a Girl)                         | Steve Zuckerman              | Kristy Grant                              | 2014年2月27日       | 2061      | 0.72                  |
| 派翠克帶一個女孩茉莉(Molly)(Masiela Lusha飾演)，他在愛荷華州的朋友過來與大家見面。蕾西與諾蘭便打賭查理與尚恩誰能先與茉莉上床。他們兩個便開始打賭誰能先追到茉莉。最後茉莉原本希望能與查理和尚恩三人行，但最後茉莉認為查理喜歡尚恩只是不敢出櫃。同時，喬丹請派翠克到她的戒酒協會上一同表演歌唱。 |             |                                                                                     |                              |                                           |                     |           |                       |
| 61 | 51          | 查理與蕾西的前未婚夫(Charlie and the Last Temptation of Eugenio)                    | Bob Koherr                   | Bob Kushell                               | 2014年3月6日        | 2062      | 1.04                  |
| 蕾西與派翠克的假婚禮即將舉行，在婚禮上，查理遇到他以前的朋友尤金(Eugene Alvarez) (Eugenio Derbez飾演)，現在他是一個神父，並且要為蕾西與派翠克證婚。查理認為尤金不可能就這樣擺脫過去的花花公子習性，於是跟他打賭他無法堅持不接觸女人。並且請珍妮佛色誘尤金。最後珍妮佛真的跟尤金上床。並且到處跟女人喝酒，這讓查理感到相當不安。同時，蕾西遇到了過去父母指定的結婚對象馬哈什(Mahesh)，他過去很胖，但是現在變瘦並且在矽谷開了間公司，相當有錢，這讓蕾西相當動搖。最後蕾西與派翠克決定取消婚禮，但蕾西也並沒有跟馬哈什結婚，因此人財兩失。 |             |                                                                                     |                              |                                           |                     |           |                       |
| 62 | 52          | 查理與辣妹拉丁鄰居(Charlie and the Hot Latina)                                      | Bob Koherr                   | Eric Weinberg                             | 2014年3月13日       | 2060      | 0.74                  |
| 艾德與馬丁請查理去解決他們一個拉丁鄰居過度吵鬧的問題，艾德認為是墨西哥人，而事實上是薩爾瓦多人。查理過去之後，認識了一個超火辣的拉丁女子，並且於她上床。最後發現那個拉丁女子就是跟艾德和馬丁想要處理的家庭成員之一。同時，喬丹請尚恩幫忙整理那些夫妻性愛的筆記，而後來尚恩在電話中口述那些夫妻的性愛情景，讓喬丹非常的興奮。 |             |                                                                                     |                              |                                           |                     |           |                       |
| 63 | 53          | 查理與假釋官的女兒 Charlie and His Probation Officer's Daughter                     | Shelley Jensen               | Kimberly Altamirano                       | 2014年3月20日       | 1053      | 0.88                  |
| 查理因為在銀行脫褲子得去見假釋官，之後在辦公室與女接待員莎倫(Shannon)搭訕並上床。之後才發現那個女接待員就是假釋官的女兒，而且她對男人有極度的不安全感，會相當黏人。跟監獄的治療團隊談過之後，查理利用前妻珍妮佛讓莎倫離開他。同時，蕾西在浴室裡發現老鼠，讓她非常害怕，因此她請諾蘭替她抓老鼠，諾玩抓完老鼠之後，為了想再進入蕾西家，又偷偷把老鼠放回去。 |             |                                                                                     |                              |                                           |                     |           |                       |
| 64 | 54          | 查理被評分(Charlie Gets Date Rated)                                                 | Steve Zuckerman              | Dave Caplan                               | 2014年3月27日       | 2064      | 0.67                  |
| 查理認識一個女生荷莉(Holly)，但是她只跟在"Lizzy"網，一個讓女人評分約會過的男人網站中，得到高分的男人約會。因此查理請嬌丹幫忙，而喬丹的條件是得跟她約會。在約會的過程中，因為荷莉也出現在酒吧裡，因此查理就忽略喬丹，讓喬丹很生氣，並給查理低評價。查理之後趁喬丹上廁所的時候偷偷修改了自己的評論，喬丹過不久發現之後，就闖入查理與荷莉的約會，揭發這一切。同時，艾德與諾蘭的媽媽開始約會，因為諾蘭想要在腳踏車店上班，因此諾蘭的媽媽請艾德教諾蘭騎腳踏車。 |             |                                                                                     |                              |                                           |                     |           |                       |
| 65 | 55          | 查理與嬌丹一起去監獄 Charlie and Jordan Go to Prison                                | Bob Koherr                   | Shauna McGarry                            | 2014年4月3日        | 2065      | 0.66                  |
| 查理與喬丹的研究完成了，準備要登上雜誌，然而基金會的人卻找上時尚雜誌，這讓喬丹覺得不專業，並且拒絕讓研究登在時尚雜誌上。因此基金會高層很生氣，開除喬丹與查理。之後查理發現監獄裡沒有替即將出獄的人提供正確輔導，這讓他想要在監獄裡開這類的課程。然而監獄的人對查理說，如果他能夠跟一個女性一起合夥會更有機會。然而因為查理在心理業界的流言，因此沒有女性想跟查理一起合作。走投無路之下，查理只好找嬌丹，最後嬌丹接受，因此兩人以後就會去監獄開班上課。同時，蕾西因為父母發現她假結婚，於是斷絕她的經濟來源，因此她負擔不起原本的高價房租，而諾蘭便主動提出可以搬到他家隔壁的提議。 |             |                                                                                     |                              |                                           |                     |           |                       |
| 66 | 56          | 查理重新與妓女聯絡 Charlie and the Re-Virginized Hooker                             | Bob Koherr                   | Michael Loftus                            | 2014年4月10日       | 2067      | 0.70                  |
| 查理與之前的妓女薩莎(Sasha)(Anna Hutchison飾演)重新連絡上，並且因為他們不斷地上床，而嚴重影響到他的治療團隊，以及讓喬丹一個人去監獄裡上防止性騷擾的課程。之後嬌丹為了阻止查理不再遲到，便說服薩莎要暫時停止性行為。這讓查理感到很困擾。同時，艾德、派翠克與諾蘭決定替蕾西的新公寓重新裝潢讓蕾西不再抱怨新公寓。 |             |                                                                                     |                              |                                           |                     |           |                       |
| 67 | 57          | 查理與嬌丹遇上麻煩(Charlie Catches Jordan in the Act)                               | Bob Koherr                   | Kristy Grant                              | 2014年4月17日       | 2066      | 0.75                  |
| 尚恩的生日到了，他準備了一車的脫衣舞孃與美酒，因此查理決定不要去監獄諮詢而讓喬丹一個人去。喬丹出於緊張，因此偷喝了點酒，然而她與犯人提姆(Tim)諮詢時，便與提姆親熱。由於可能會讓監獄取消他們的課程，因此查理找上提姆希望他不要說出去，但是提姆勒索查理二萬元的封口費，因此查理只好找上監獄治療小組的韋恩希望他可以讓提姆不要說。過不久，查理與喬丹收到監獄的信，說提姆從大樓上摔了下來。這讓他們很擔心是不是韋恩把提姆推下去。最後發現都是一場意外。同時，因此派翠克想要參加全美最佳設計師節目，因此找上尚恩當他的模特兒。 |             |                                                                                     |                              |                                           |                     |           |                       |
| 68 | 58          | 查理與蕾西共度一夜 Charlie Spends the Night with Lacey                              | Bob Koherr                   | Eric Weinberg                             | 2014年4月24日       | 2068      | N/A                   |
| 蕾西的前男友(被她開槍打睪丸的那個)要結婚了，因此滿懷怒意，很可能做出更不理性的行為。查理察覺到這點，因此晚上去蕾西的住處，希望能阻止她去前男友的婚禮，情急之下，查理對蕾西說我愛你，而蕾西親吻了查理，並要求查理與她上床，最後蕾西發現查理欺騙她，因此跑去婚禮，並且爆了一堆料。同時，尚恩得了重感冒，而喬丹照顧尚恩，最後也感冒了。兩人因為喝了感冒糖漿，最後竟做愛了。 |             |                                                                                     |                              |                                           |                     |           |                       |
| 69 | 59          | 查理與人犯的女朋友上床 Charlie Screws a Prisoner's Girlfriend                       | Steve Zuckerman              | Bob Kushell                               | 2014年5月1日        | 2069      | 0.56                  |
| 在諮詢犯人保羅(Paul)的時候，保羅拿了一個老鼠牙齒做的項鍊請查理給他的女朋友，作為生日禮物。而對方的女朋友對查理說要跟保羅分手。並且引誘查理上床。過不久保羅便曉得他女友與人上床，因此查理便胡謅一個人頂替他自己。而保羅當天就被釋放，因此查理非常害怕保羅發現，就找了尚恩當他的替罪羔羊。同時，查理要求他的治療小組成員在未來24小時內都不得做他們愛做的事，但很快地大家都失敗了。 |             |                                                                                     |                              |                                           |                     |           |                       |
| 70 | 60          | 查理與警察(Charlie Cops a Feel)                                                     | Steve Zuckerman              | Bob Kushell                               | 2014年5月8日        | 2072      | 0.65                  |
| 查理與上集保羅的前女友莫琳(Maureen)上床之後，才發現她是女警。但是因為查理對警察對有些不良觀感，因此莫琳提議她想帶查理去看她工作的樣子。因為莫琳很強勢，所以讓查理很害怕，想與莫琳分手。但是因為莫琳濫用警察權力，陷害查理酒醉駕車，讓查理感到很麻煩。同時，喬丹與尚恩討論兩人的關係。最後因為喬丹連炮友都想要嚴格規定性愛的姿勢和時間，讓尚恩感到很困擾。 |             |                                                                                     |                              |                                           |                     |           |                       |
| 71 | 61          | 查理，蕾西與危險的水管工(Charlie, Lacey and the Dangerous Plumber)                  | Steve Zuckerman              | Daniel Dracht                             | 2014年5月15日       | 2071      | 0.72                  |
| 一個叫做傑克(Jack)的犯人即將出獄，而查理因為家裡水管問題而遲到，當他抱怨這件事的時候，傑克主動提議免費替查理解決水管問題，而查理一開始不太想僱用捷克，然而喬丹認為查理是偽君子，一邊鼓勵這些犯人出社會找工作，又不肯雇用他們。因此查理最後還是雇用傑克。傑克在家裡的時候，查理一直不斷的監視傑克。同時，蕾西想要去前男友家裡拿東西，但是她一直找不到破門而入的方法。而派翠克想要在設計師節目裡嶄露頭角，便想利用諾蘭在裡面裝成噎住的樣子並拯救他以獲得高人氣。之後傑克想要跟蕾西交往，便請查理幫忙牽線。蕾西知道傑克有闖空門的前科後，便欣然同意，這讓查理覺得很奇怪。 |             |                                                                                     |                              |                                           |                     |           |                       |
| 72 | 62          | 查理與大家的家長(Charlie and the Mother of All Sessions)                            | Bob Koherr                   | Dave Caplan                               | 2014年5月29日       | 2074      | 0.50                  |
| 查理與父親馬丁爭執後，認為他的治療小組成員的憤怒來源與父母有關。因此他祕密地邀請成員小組的父母：蕾西的母親；艾德的母親(很讓人驚訝還活著)；諾蘭的久未見面的父親以及派翠克的非父親(因為查理找錯人)。同時，喬丹與尚恩則試圖在公共場合做愛，但是因為諸多原因，一直沒辦法。 |             |                                                                                     |                              |                                           |                     |           |                       |
| 73 | 63          | 查理與尚恩的妹妹(Charlie and Sean's Twisted Sister)                                 | Bob Koherr                   | Michael Loftus                            | 2014年8月4日        | 2075      | 0.72                  |
| 尚恩的妹妹，蘿倫(Lauren) (Aly Michalka是演)，過來造訪尚恩。而尚恩禁止查理接觸蘿倫。然而蘿倫卻不斷地引誘查理與她上床，並畫了一張與查理做愛的畫像，而尚恩便以為查理與蘿倫上床，並揍了查理一拳。同時，派翠克與蕾西在同一間俱樂部遇上了同一個男人，最後他們發現其實是雙胞胎。 |             |                                                                                     |                              |                                           |                     |           |                       |
| 74 | 64          | 查理進行三人行(Charlie Has a Threesome)                                             | Bob Koherr                   | Daley Haggar                              | 2014年8月4日        | 2076      | 0.60                  |
| 查理又與薩莎(Sasha)連絡上，而薩沙邀請她的同行朋友珍娜(Jenna) (Tiffany Dupont飾演)過來住，三個人並一起進行三人行。之後，珍娜表示她愛上了查理。然而最後查理發現其實珍娜愛上的是薩沙。同時，蕾西因為缺錢，試圖利用喬丹的優良學歷販賣她的卵子。 |             |                                                                                     |                              |                                           |                     |           |                       |
| 75 | 65          | 查理與脫衣舞孃(Charlie and the Lap Dance of Doom)                                   | Bob Koherr                   | Eric Weinberg                             | 2014年8月11日       | 2073      | 0.56                  |
| 尚恩與查理討論增加脫衣舞館收入的方法。然而之後尚恩與他的一個脫衣舞孃約會，並在床上與她討論這些方法。最後並竊取這些點子並成為新的經理。讓尚恩失去工作，這讓查理感到很愧疚並試圖替他找新工作，但最後發現他是因為與其他脫衣舞孃發生關係才被開除。同時，蕾西知道一個有錢人參加一個戒酒會之後，就意圖加入戒酒會釣有錢人，然而卻在那裡遇見喬丹，並打亂蕾西的計畫。 |             |                                                                                     |                              |                                           |                     |           |                       |
| 76 | 66          | Charlie Tests His Will Power                                                        | Bob Koherr                   | Bob Kushell                               | 2014年8月11日       | 2078      | 0.60                  |
| 查理接到通知，他要替一位最近發現冤獄五十年的囚犯威爾(Will) (John Witherspoon飾演)輔導出獄前的心理狀態。而一位紐約時報的記者找上查理，希望能透過查理，獨家專訪威爾，但威爾認為是報紙害他入獄，因此他想要報復媒體記者。這讓查理很擔心會發生事情。同時，喬丹試圖證明她並不把尚恩當作男朋友。 |             |                                                                                     |                              |                                           |                     |           |                       |
| 77 | 67          | 查理與心理醫生(Charlie and the Psychic Therapist)                                   | Bob Koherr                   | Kristy Grant                              | 2014年8月18日       | 2077      | TBA                   |
| 艾德在診療時表示有一個替他們婚姻諮詢的心理醫師索費相當高，但一點用也沒有。這讓查理感到生氣，想去了解並讓他吊銷執照。查理便找了喬丹假裝成夫妻，找著這個叫做蘭迪醫生(Dr. Randy) (Michael Gross飾演)的人，並試圖揭穿他的謊言。然而蘭迪醫生要求喬丹與查理接吻，因此兩人被迫接吻。兩人回到飯店房裡後，尚恩突然造訪，但他沒注意到查理也在房裡，因此最後查理知道喬丹與尚恩的關係。同時，諾蘭長期幫助的一個非洲小孩庫瓦米(Kwame)，現在長大並過來找諾蘭。庫瓦米現在相當成功並有錢，他打算反過來幫助諾蘭，並給諾蘭一份工作。 |             |                                                                                     |                              |                                           |                     |           |                       |
| 78 | 68          | 查理了解尚恩與喬丹的關係(Charlie Gets Between Sean and Jordan)                      | Bob Koherr                   | Dave Caplan                               | 2014年8月18日       | 2079      | TBA                   |
| 喬丹對查理表示她覺得她與尚恩的關係太過複雜，她想要切斷關係。原本進來接受治療的韋恩聽到了，便建議喬丹故意不要理上恩幾天，看他有什麼反應。同時，查理試圖讓心理協會的主席蘇西(Susie)選擇他跟喬丹成為研討會的演講人。這時尚恩過來詢問查理關於喬丹的事，而蘇西便看上了尚恩。誤以為喬丹與尚恩結束關係的查理，便替蘇西和尚恩牽線，讓蘇西替他與喬丹能成為演講人。因此查理說服尚恩與蘇西約會。而喬丹看到尚恩的家中有女人出來，讓她很傷心。在演講前，尚恩去找查理和嬌丹，並且喬丹與尚恩了解了一切，並決定繼續維持關係。同時，蕾西與派翠克弄了一個網站，「昏迷的火辣印度女郎」，欺騙人捐款，並請其他人一起拍攝她醒過來的造假畫面。 |             |                                                                                     |                              |                                           |                     |           |                       |
| 79 | 69          | 查理與新的女典獄長(Charlie Does Times With the Hot Warden)                          | Bob Koherr                   | Shauna McGarry                            | 2014年8月25日       | 2081      | 0.53                  |
| 查理在監獄小組治療時，喬丹進來對查理說收到通知，獄方要結束查理的治療。因此查理氣沖沖地跑去麥克利典獄長(Warden McClasky)，然而發現麥克利典獄長辭職，換了一位火辣的女典獄長哈特利(Warden Hartley) (Elaine Hendrix飾演)。後來查理與哈特利典獄長談過，原來哈特利典獄長準備參選檢察長，因此她為了顧及捐款人的要求，她必須讓人犯接受處罰，而不是接受治療。之後查理提到喬丹提及跟上司上床的顧慮，但最後兩人還是上床了。同時，諾蘭成為豪華裡車的駕駛，並帶派翠克、蕾西、艾德等人兜風，此時，有一位顧客昆恩(Quinn) (Ethan Erickson飾演)，要求搭車，因此諾蘭只好直接讓昆恩進去，在過程中，昆恩喜歡上蕾西，而蕾西也因為對方是有錢人而試圖勾搭，因此兩人決定去約會，這讓諾蘭很不是滋味。 |             |                                                                                     |                              |                                           |                     |           |                       |
| 80 | 70          | 查理與典獄長的秘密(Charlie & The Warden's Dirty Secret)                             | Bob Koherr                   | Renée Estevez                             | 2014年8月25日       | 2082      | 0.45                  |
| 諾蘭得到一個免費得到手機的機會，其他人也想要，後來才發現是一個逮捕未繳停車費的陷阱。同時，查理得知典獄長哈特利曾經拍過情色自拍，並且將這件事洩漏給他監獄的治療小組。然而過不了多久，典獄長哈特利對查理說不能將拍過情色自拍的事情說出去，就讓查理繼續在監獄治療。因此查理得趕緊對治療小組的成員說明，然而其中一位犯人蘭迪醫生(Dr. Randy)威脅查理，他要求查理購買一些他需要的東西，才不會將這件事情說出去。 |             |                                                                                     |                              |                                           |                     |           |                       |
| 81 | 71          | 查理與垃圾(Charlie Gets Trashed)                                                    | Bob Koherr & Steve Zuckerman | Renée Estevez                             | 2014年9月1日        | 2080      | 0.50                  |
| 查理與垃圾工吉米(Jimmy) (Will Sasso飾演)起了爭執，因此收垃圾的人故意在倒垃圾在他的車道上，查理便去投訴，在管理會的地方，查理遇到吉米的前女友 (Arden Myrin飾演)，因此查理動念要與吉米的前女友一起整吉米。最後查理用酒瓶點火燒了垃圾車。同時，蕾西與諾蘭在爭取擔任公寓管理員的職位，因為這樣就不必付房租。 |             |                                                                                     |                              |                                           |                     |           |                       |
| 82 | 72          | 查理的新憤怒課程(Charlie and the Temper of Doom)                                    | Bob Koherr                   | Bob Kushell                               | 2014年9月1日        | 2084      | 0.62                  |
| 經過垃圾車事件後，查理被停止並且被要求接受憤怒管理治療。並且由喬丹暫時接手查理的治療小組。接受治療的時候，查理認識一位火辣的病人珍(Jane)，查理想要跟她約會，但珍希望查理能夠解決他的憤怒問題後再約會。喬丹為了讓查理認真接受憤怒治療，請了不少人激怒查理。然而在美國心理協會的人過來調查查理的時候，查理誤以為對方也是喬丹請來激怒他的人，因此恥笑了對方，讓對方很生氣。最後，查理與喬丹以及心理協會的人和珍都一起參加憤怒管理治療。 |             |                                                                                     |                              |                                           |                     |           |                       |
| 83 | 73          | 查理與好奇喬丹(Charlie and the Case of the Curious Hottie)                          | Bob Koherr                   | Dave Caplan                               | 2014年9月8日        | 2083      | 0.49                  |
| 早上查理的前妻珍妮佛過來對查理說她交往了一位新的律師男友，並建議她要跟查理要更多的錢。在監獄的時候，典獄長因為不滿查理之前抖出她的秘密，因此讓要求查理每次進出監獄都得做全身身體檢查。而喬丹與查理提到了她與尚恩想要同居，但是她不知道尚恩會不會收斂不再拈花惹草。晚上查理與尚恩在酒吧喝酒的時候，發現一位女性一直在盯著他們瞧，後來發現對方可能是一位私家偵探，因此查理認為是珍妮佛僱人跟蹤她，後來珍妮佛說明已經跟律師男友分手。因此查理認為是典獄長僱人要搞他，便主動出擊出更多錢要求那位私家偵探去找「她雇主」的秘密。但事實上，私家偵探受雇於喬丹，因此私家偵探找了許多喬丹的秘密，包括喬丹偷了許多監獄的文具，導致監獄長解雇喬丹。查理為了讓喬丹不被解雇，便找出一個條件讓喬丹不被解雇，但必須讓喬丹接受海洛因戒毒治療。同時，諾蘭把自己的公寓出租八天自己住在禮車裡面已賺更多的錢，而蕾西發現諾蘭的房客相當吵，便跑出來跟諾蘭一起住在禮車裡。 |             |                                                                                     |                              |                                           |                     |           |                       |
| 84 | 74          | 查理與大學姐妹會成員(Charlie Pledges a Sorority Sister)                             | Bob Koherr                   | Andy Roth & Corinne Stikeman              | 2014年9月8日        | 2085      | 0.44                  |
| 蕾西與提夫(Tiffer)，一位音樂製作人約會，並打算去MTV音樂大獎頒獎典禮。派翠克便要求可以替蕾西製作禮服，讓蕾西可以穿禮服上紅毯。然而過不久蕾西便發現提夫劈腿，並打算跟他分手。派翠克為了讓他的禮服可以登上紅毯，便想辦法讓他們和好。同時，喬丹介紹她大學姐妹會的會員凱莉(Kelly)給查理認識，事實上是要讓宣稱從未被甩過的凱莉嚐嚐被甩的復仇計畫。但過不久尚恩便說溜嘴讓查理知道喬丹的計畫，便故意讓喬丹以為他愛上了凱莉，並且不想與凱莉分手。但事實上，凱莉很煩人，查理一直想與她分手。 |             |                                                                                     |                              |                                           |                     |           |                       |
| 85 | 75          | 查理玩躲貓貓(Charlie Plays Hide and Go Cheat)                                       | Bob Koherr                   | Dave Caplan                               | 2014年11月3日       | 2086      | 0.55                  |
| 查理持續與那名私家偵探約會，兩人打了個賭，查理必須在24小時內與一名女子拍照並且不被私家偵探發現，最後查理雖然贏了，但是對方卻與查理分手。同時，蕾西經由派翠克的介紹去一邊繪畫教室當裸體模特兒，諾蘭得知以後決定去繪畫教室學畫。 |             |                                                                                     |                              |                                           |                     |           |                       |
| 86 | 76          | 查理與辣妹駭客(Charlie & the Revenge of the Hot Nerd)                               | Bob Koherr                   | Bob Kushell                               | 2014年11月3日       | 2087      | 0.49                  |
| 莫妮卡，之前曾經幫助過查理的美女駭客，現在兩人開始交往。但很快地查理就發現他的 PayPal 帳戶被莫妮卡盜用並且用來買一堆東西。這讓查理相當困擾，在監獄時，查理得知一名極端危險的駭客被關在牢裡，因此查理求助於他，對方教查理該如何解決，並擺脫莫妮卡的控制。同時，為了報復一名朋友，蕾西撮合艾德與她朋友，並假裝艾德是有錢人。 |             |                                                                                     |                              |                                           |                     |           |                       |
| 87 | 77          | 查理與憤怒的諾蘭(Charlie and the Curse of the Flying Fist)                          | Bob Koherr                   | Daniel Dratch                             | 2014年11月10日      | 2089      | TBA                   |
| 諾蘭在公司裡經常受到同事的欺負，因此查理帶他到監獄裡找犯人尋求建議，無效之後查理決定去諾蘭的公司裡演一齣戲，讓諾蘭盡情的發揮憤怒，好受到同事的尊重。然而諾蘭發揮過一次之後，就收不回來，並且在治療小組上揍了查理一拳。同時，喬丹與尚恩決定進行角色扮演，但是喬丹決定扮演家庭主婦時，讓尚恩以為她想要結婚。 |             |                                                                                     |                              |                                           |                     |           |                       |
| 88 | 78          | 查理與一窩妓女(Charlie and the Houseful of Hookers)                                 | Steve Zuckerman              | Dave Caplan                               | 2014年11月10日      | 2070      | TBA                   |
| 薩莎(Sasha)決定不做性工作者，並且開中途之家輔導街邊的妓女轉行，然而在中途之家正式開始前，薩莎得先將妓女們安置在查理家，然而過不久，薩莎的母親受傷，她得去醫院照顧。因此家裡只剩下查理，不過尚恩這時邀請查理去參觀一個樂團的團練，查理便騙了喬丹過來家裡看管妓女們。同時，珍妮佛替諾蘭賣了他的銀製茶壺組，因此信心大增，想要賣茶壺當作新的生意，但過不久諾蘭便發現茶壺大賣的原因是因為珍妮佛拍攝茶壺時沒有穿上衣，上半身都被反射在銀製茶壺上。 |             |                                                                                     |                              |                                           |                     |           |                       |
| 89 | 79          | 查理讓派翠克開心(Charlie Gets Patrick High)                                         | Bob Koherr                   | Eric Weinberg                             | 2014年11月17日      | 2088      | 0.73                  |
| 派翠克獲得Vogue 雜誌的就職面試，然而因為他的心理問題造成他不敢去面試，因此查理設計讓他搭乘諾蘭的轎車前往面試。同時，愛德與蕾西想辦法找人攻擊尚恩。 |             |                                                                                     |                              |                                           |                     |           |                       |
| 90 | 80          | 蕾西破產了(Charlie and Lacey Go For Broke)                                          | Bob Koherr                   | Kimberly Altamirano                       | 2014年11月17日      | 2090      | 0.67                  |
| 蕾西的父親過來跟查理討論要重新給蕾西金援，但查理認為這是讓蕾西獨立自主的好機會，便建議蕾西的父親騙蕾西說他們家已經沒錢了，崩潰的蕾西於是找了一個有錢人交往，但是這個有錢人很吵，最後查理受不了便決定請蕾西的父親說出真相。同時，尚恩請諾蘭載客的同時推薦他的脫衣舞俱樂部，但是諾蘭的推薦方式讓客人都不太想去脫衣舞俱樂部。 |             |                                                                                     |                              |                                           |                     |           |                       |
| 91 | 81          | 查理與糟糕的感恩節(Charlie & the Terrible, Horrible, No Good Very Bad Thanksgiving) | Bob Koherr                   | Michael Loftus                            | 2014年11月24日      | 2091      | 0.66                  |
| 感恩節到了，由於治療團員的悲哀故事，因此查理決定邀請大家一起到他家度過感恩節，原本查理偷偷邀請了艾德的前妻前往，但他沒想到艾德請帶了他新認識的女朋友過來；喬丹因為懷疑尚恩在外偷吃，因此開始色誘諾蘭想要讓尚恩嫉妒，結果卻讓蕾西嫉妒，因此最後蕾西跟諾蘭竟火熱接吻。 |             |                                                                                     |                              |                                           |                     |           |                       |
| 92 | 82          | Charlie Rolls the Dice in Vegas                                                     | Bob Koherr                   | Ron Rappaport                             | 2014年11月24日      | 2092      | 0.59                  |
| 尚恩與查理原本要一起去拉斯維加斯度過「男人周末」，但薩莎突然現身，因此查理邀請薩沙一起前往拉斯維加斯。經過了狂歡的一晚，查理與薩沙發現他們兩人結婚了，但查理認為認為他們兩人可以保持這樣的狀況並同居，只是薩沙的媽媽與弟弟也搬了進來，但是薩莎的媽媽卻一直勾引他，而薩莎的弟弟不怎麼有禮貌。同時，蕾西與諾蘭試著約會，但蕾西只想要性愛，而諾蘭卻想要比較認真的交往，因此蕾西感到惶恐。 |             |                                                                                     |                              |                                           |                     |           |                       |
| 93 | 83          | 查理與危險女孩(Charlie & the Return of the Danger Girl)                             | Bob Koherr                   | Kristy Grant                              | 2014年12月1日       | 2093      | TBA                   |
| 查理跟一個愛好刺激的女子交往，而對方希望能跟查理一起跳傘，然而因為查理曾目睹跳傘失敗的例子，因此他非常擔心，並找喬丹幫忙，然而喬丹不小心從屋頂上摔了下來，因此查理找上了諾蘭要帶喬丹回家，而諾蘭知道了事情經過便表示他很擅長跳傘，並且可以幫助查理。同時，蕾西決定使用父親的錢開始發展她的製鞋設計，並找上派翠克擔任她的設計總監，然而他們找上一間製鞋廠是利用童工的血汗工廠，因此派翠克不願意，並找上另一間工廠，然而另一間工廠的製作品質很差，兩人正焦頭爛額時，這時剛好有一名女童軍過來推銷餅乾，兩人便決定利用女童軍替他們將鞋子處理好。 |             |                                                                                     |                              |                                           |                     |           |                       |
| 94 | 84          | Charlie Gets in Bed With Jordan's Ex                                                | Bob Koherr                   | Dave Caplan                               | 2014年12月1日       | 2094      | TBA                   |
| 查理準備與一名對於他的監獄治療小組有興趣的男子見面，但很快必發現對方是德倫‧黛比(Darren Denby)，也就是喬丹的前夫，喬丹的前夫一直想要彌補喬丹，因此他特意接近查理，兩人很快地達成共識，並小心地不讓喬丹知道。同時，諾蘭得知酒吧要把一顆樹砍了，這會危及到樹上的蜂鳥的生存，因此他決意將自己綁在樹上，甚至拒絕與蕾西做愛。 |             |                                                                                     |                              |                                           |                     |           |                       |
| 95 | 85          | 查理的白日夢(Charlie's Living the Dream)                                            | Bob Koherr                   | Bruce Helford                             | 2014年12月8日       | 2095      | 0.60                  |
| 查理答應替艾德與他的妻子多蒂(Dottie)主持結婚典禮，然而他錯過預演，因此查理答應第二天一定會到場，然而當晚尚恩找了一些女孩子去查理家一同喝酒，喝醉酒的查理，做了許多怪夢，而查理試圖從夢中醒來。同時，在監獄，恩尼斯托與克里歐準備替喬丹舉辦驚喜派對，然而韋恩卻欺騙喬丹說他們想要將喬丹抓起來當人質，並讓喬丹將警力都關注在她這邊，以便試圖越獄。 |             |                                                                                     |                              |                                           |                     |           |                       |
| 96 | 86          | 查理與相親對象(Charlie Meets his Match)                                             | Bob Koherr                   | Bob Kushell                               | 2014年12月8日       | 2096      | 0.57                  |
| 查理與一位網路交友公司的女生約會，對方替查理與尚恩介紹了不同的對象，尚恩的是史丹佛大學的研究生，查理的則是看起來有點傻的女生，因此查理想跟尚恩交換相親對象。同時，喬丹在監獄裡參與了監獄的戲劇演出「羅密歐與茱麗葉」 |             |                                                                                     |                              |                                           |                     |           |                       |
| 97 | 87          | 查理與失敗的戀情(Charlie and The Epic Relationship Fail)                            | Bob Koherr                   | Andrew Roth & Corinne Stikeman            | 2014年12月15日      | 2097      | 0.57                  |
| 艾德主持一場紙牌遊戲，並邀請尚恩參加，最後尚恩被一群老人騙錢，感到很不開心，但艾德建議他可以邀請新人過來騙錢，那個人最好是派翠克。尚恩誤以為艾德與派翠克不合，因此可以騙，但最後卻被艾德與派翠克夥同騙錢。同時，蕾西與諾蘭的交往讓蕾西感到不是很滿意，因為她認為諾蘭太軟弱了。而查理聽到了這件事，便主動幫忙讓諾蘭更有自信。 |             |                                                                                     |                              |                                           |                     |           |                       |
| 98 | 88          | 查理與天主教女孩(Charlie Gets Tied Up with A Catholic Girl)                         | Bob Koherr                   | Bob Kushell                               | 2014年12月15日      | 2099      | 0.46                  |
| 蕾西的祖母要過來造訪，因此蕾西假裝懷孕以從她祖母那邊騙點錢，因為她祖母曾經說過要給錢給第一個生曾孫的孫子，然而蕾西的姊姊Sateen也現身試圖騙錢。同時，查理的父親馬丁交了個新女友喬安(Joanne) (Cheryl Ladd飾演)，並且希望與查理見面，雖然查理百般不情願，但還是見面,但喬安的天主教虔誠女兒瑪莉凱瑟琳(Mary Kathleen) (Izabella Miko飾演)出現，讓查理改變心意，並想追求。雖然馬丁禁止查理追求瑪莉，然而瑪莉一直誘惑查理。 |             |                                                                                     |                              |                                           |                     |           |                       |
| 99 | 89          | Charlie and the Sexy Swing Vote                                                     | Bob Koherr                   | Dave Caplan                               | 2014年12月22日      | 2098      | 0.79                  |
| 100 | 90          | 查理的最終回(Charlie & The 100th Episode)                                           | Bob Koherr                   | Bruce Helford & Dave Caplan & Bob Kushell | 2014年12月22日      | 2100      | 0.72                  |

## 註解
1. ↑  . thefutoncritic.com.   [July 6, 2011]. （原始内容存档于2012-09-29）.
2. ↑  . Yahoo!.   [July 6, 2011]. （原始内容存档于2011年7月11日）.
3. ↑  .   [2013-06-30]. （原始内容存档于2012-09-29）.
4. 1 2  Bibel, Sara. . TV by the Numbers. June 29, 2012  [June 29, 2012]. （原始内容存档于2012-07-02）.
5. ↑  Kondolojy, Amanda. . TV by the Numbers. July 6, 2012  [July 7, 2012]. （原始内容存档于2012-10-01）.
6. ↑  Kondolojy, Amanda. . TV by the Numbers. July 13, 2012  [July 13, 2012]. （原始内容存档于2012-07-16）.
7. ↑  Kondolojy, Amanda. . TV by the Numbers. July 20, 2012  [July 21, 2012]. （原始内容存档于2012-07-22）.
8. ↑  Kondolojy, Amanda. . TV by the Numbers. July 27, 2012  [July 28, 2012]. （原始内容存档于2012-10-01）.
9. ↑  Kondolojy, Amanda. . TV by the Numbers. August 3, 2012  [August 3, 2012]. （原始内容存档于2012-08-06）.
10. ↑  Bibel, Sara. . TV by the Numbers. August 10, 2012  [August 10, 2012]. （原始内容存档于2012-08-12）.
11. ↑  Kondolojy, Amanda. . TV by the Numbers. August 17, 2012  [August 17, 2012]. （原始内容存档于2012-08-19）.
12. ↑  Bibel, Sara. . TV by the Numbers. August 24, 2012  [August 24, 2012]. （原始内容存档于2012-08-26）.
13. ↑  Anger Management Episodes To Air On Fox In June （页面存档备份，存于） West, Kelly at cinemablend.com on May 31, 2013.
14. 1 2  Kondolojy, Amanda. . TV by the Numbers. January 18, 2013  [January 19, 2013]. （原始内容存档于2013-01-21）.
15. ↑  Bibel, Sara. . TV by the Numbers. January 25, 2013  [January 26, 2013]. （原始内容存档于2013-01-28）.
16. ↑  Kondolojy, Amanda. . TV by the Numbers. February 1, 2013  [February 2, 2013]. （原始内容存档于2013-03-14）.
17. ↑  Daily Preliminary Broadcast Cable Finals Broadcast Finals. . Tvbythenumbers.zap2it.com. February 8, 2013  [February 16, 2013]. （原始内容存档于2013-02-09）.
18. ↑  Kondolojy, Amanda. . TV by the Numbers. February 15, 2013  [February 16, 2013]. （原始内容存档于2013-02-18）.
19. ↑  Bibel, Sara. . TV by the Numbers. February 22, 2013  [February 23, 2013]. （原始内容存档于2013-02-26）.
20. ↑  Kondolojy, Amanda. . TV by the Numbers. March 1, 2013  [March 3, 2013]. （原始内容存档于2013-03-04）.
21. ↑  Bibel, Sara. . TV by the Numbers. March 8, 2013  [March 8, 2013]. （原始内容存档于2013-03-12）.
22. ↑  Kondolojy, Amanda. . TV by the Numbers. March 15, 2013  [March 15, 2013]. （原始内容存档于2013-03-18）.
23. ↑  .   [2013-06-30]. （原始内容存档于2013-04-06）.
24. ↑  .   [2013-06-30]. （原始内容存档于2013-04-17）.
25. 1 2  .   [2013-06-30]. （原始内容存档于2013-04-23）.
26. ↑  . The Futon Critic.   [April 30, 2013]. （原始内容存档于2013-06-15）.
27. ↑  . The Futon Critic.   [May 6, 2013].
28. ↑  . TV By the Numbers. March 10, 2013  [May 14, 2013]. （原始内容存档于2013-06-06）.
29. ↑  . The Futon Critic.   [May 21, 2013].
30. ↑  . The Futon Critic.   [May 27, 2013].
31. ↑  . TV By the Numbers. March 31, 2013  [May 31, 2013]. （原始内容存档于2013-06-07）.
32. ↑  . TV By the Numbers. June 4, 2013  [June 4, 2013]. （原始内容存档于2013-06-05）.
33. ↑  Kondolojy, Amanda. . TV by the Numbers. June 7, 2013  [June 8, 2013]. （原始内容存档于2013-06-11）.
34. ↑  Bibel, Sara. . TV by the Numbers. June 11, 2013  [June 12, 2013]. （原始内容存档于2013-06-14）.
35. ↑  . The Futon Critic.   [June 14, 2013].
36. ↑  Kondolojy, Amanda. . TV by the Numbers. June 21, 2013  [June 23, 2013]. （原始内容存档于2013-08-16）.
37. ↑  Bibel, Sara. . TV by the Numbers. June 28, 2013  [June 29, 2013]. （原始内容存档于2013-08-02）.
38. ↑  . The Futon Critic.   [June 12, 2013].
39. ↑  Kondolojy, Amanda. . TV by the Numbers. July 19, 2013  [July 20, 2013]. （原始内容存档于2013-07-25）.
40. ↑  Bibel, Sara. . TV by the Numbers. July 26, 2013  [July 27, 2013]. （原始内容存档于2014-04-10）.
41. ↑  Kondolojy, Amanda. . TV by the Numbers. August 2, 2013  [August 5, 2013]. （原始内容存档于2013-08-19）.
42. ↑  . The Futon Critic.   [July 2, 2013].
43. ↑  Bibel, Sara. . TV by the Numbers. August 9, 2013  [August 12, 2013]. （原始内容存档于2013-08-14）.
44. ↑  . The Futon Critic.   [July 16, 2013].
45. ↑  .   [2013-10-03]. （原始内容存档于2013-09-14）.
46. ↑  . The Futon Critic.   [August 10, 2013].
47. ↑  .   [2013-10-03]. （原始内容存档于2013-09-10）.
48. ↑  Kondolojy, Amanda. . TV by the Numbers. September 13, 2013  [September 14, 2013]. （原始内容存档于2013-09-15）.
49. ↑  Bibel, Sara. . TV by the Numbers. September 19, 2013  [September 24, 2013]. （原始内容存档于2013-09-21）.
50. ↑  . The Futon Critic.   [August 27, 2013].
51. ↑  Yanan, Travis. . The Futon Critic. October 4, 2013  [October 12, 2013].
52. ↑  . The Futon Critic. October 11, 2013  [October 29, 2013].
53. ↑  . The Futon Critic. October 25, 2013  [October 29, 2013].
54. ↑  . The Futon Critic. November 1, 2013  [November 7, 2013].
55. ↑  Kondolojy, Amanda. . TV by the Numbers. November 8, 2013  [November 9, 2013]. （原始内容存档于2014-09-09）.
56. ↑  The Futon Critic Staff. . The Futon Critic. November 15, 2013  [November 18, 2013].
57. ↑  The Futon Critic Staff. . The Futon Critic. November 22, 2013  [November 25, 2013].
58. ↑  Yanan, Travis. . The Futon Critic. December 6, 2013  [December 10, 2013].
59. ↑  Bibel, Sara. . TV by the Numbers. December 13, 2013  [December 14, 2013]. （原始内容存档于2015-09-23）.
60. ↑  Kondolojy, Amanda. . TV by the Numbers. December 20, 2013  [December 21, 2013]. （原始内容存档于2013-12-21）.
61. ↑  http://www.thefutoncritic.com/ratings/2014/01/27/thursdays-cable-ratings-and-broadcast-finals-american-idol-continues-its-reign-for-fox-390410/cable_20140123/
62. ↑  Yanan, Travis. . The Futon Critic. January 31, 2014  [January 31, 2014].
63. ↑  Yanan, Travis. . The Futon Critic. February 7, 2014  [February 7, 2014].
64. ↑  Yanan, Travis. . The Futon Critic. February 28, 2014  [February 28, 2014].
65. ↑  Bibel, Sara. . TV by the Numbers. March 7, 2014  [March 7, 2014]. （原始内容存档于2021-02-11）.
66. ↑  Yanan, Travis. . The Futon Critic. March 14, 2014  [March 14, 2014].
67. ↑  Bibel, Sara. . TV by the Numbers. March 21, 2014  [March 21, 2014]. （原始内容存档于2014-07-04）.
68. ↑  Yanan, Travis. . The Futon Critic. March 28, 2014  [March 28, 2014].
69. ↑  Yanan, Travis. . The Futon Critic. April 4, 2014  [April 4, 2014].
70. ↑  Yanan, Travis. . The Futon Critic. April 11, 2014  [April 11, 2014].
71. ↑  Yanan, Travis. . The Futon Critic. April 21, 2014  [April 21, 2014].
72. ↑  Yanan, Travis. . The Futon Critic. May 2, 2014  [May 2, 2014].
73. ↑  Yanan, Travis. . The Futon Critic. May 8, 2014  [May 8, 2014].
74. ↑  Yanan, Travis. . The Futon Critic. May 16, 2014  [May 16, 2014].
75. ↑  Yanan, Travis. . The Futon Critic. May 30, 2014  [June 8, 2014].
76. 1 2 3 4 5 6 7 8 9 10 11 12 13 14 15 16 17 18 19 20 21 22  . TV Series Finale.   [August 15, 2014].
77. ↑  . The Futon Critic.   [July 30, 2014].
78. ↑  . The Futon Critic.   [July 30, 2014].
79. ↑  . The Futon Critic.   [October 13, 2014].
80. ↑  . The Futon Critic.   [October 13, 2014].

## 外部連結
- 官方网站
- 《Anger Management》各集列表 来自互联网电影数据库